# 奧西夫卡 (埃米利奇涅區)
50°58′46″N 27°58′2″E / 50.97944°N 27.96722°E

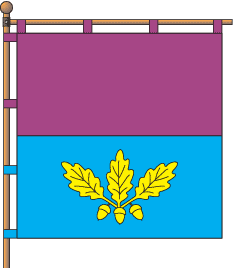
奥西夫卡的旗帜

奧西夫卡（烏克蘭語：Осівка），是烏克蘭北部的村莊，隸屬日托米爾州的茲維亞赫爾區。該村始建於1890年，面積1.8平方公里，海拔高度207米，2001年人口479，人口密度每平方公里266.11人。